# Дидык, Пётр Николаевич
Пётр Николаевич Дидык (укр. Петро Миколайович Дідик; 14 июля 1960, Боратин, Ровенская область — 1 мая 2015, Залещики, Тернопольская область) — советский и украинский футболист, тренер. Мастер спорта Украины (1997).

## Биография
Первый тренер — В. А. Белоцерковский. Начинал карьеру в любительских клубах. В 1982 году вместе с тернопольской «Нивой», представлявшей тогда город Бережаны добился выхода клуба во Вторую союзную лигу. В 1991 году выступал за «Галичину» Дрогобыч, после чего на полгода отправился в Польшу, выступал за «Сталь» Санок. После распада СССР, вернувшись на Украину поочередно играл за «Днестр» Залещики и «Кристалл» Чортков. В 1997 году перебрался в Казахстан, где защищал цвета павлодарского «Иртыша», с которым выиграл чемпионат. Завершал профессиональную карьеру в 2000 году в «Тоболе» Кустанай.

## Смерть
1 мая 2015 года около полуночи в Залещиках на улице Степана Бандеры, будучи пассажиром в «Renault Kangoo», попал в ДТП с «Chevrolet Niva» и от полученных травм скончался в местной районной больнице.

## Достижения

### Командные
«Иртыш» Павлодар
Чемпион Казахстана:
- 1997